# Eparces grandiceps
Eparces grandiceps là một loài tò vò trong họ Ichneumonidae.